# شاريلوس
شاريلوس أو هاريلاوس (باليونانية: Χαρίλαος) هو الملك السابع لأسبرطة من سلالة يوريبونتيد، وابن بوليديستيس، خلفه نيكاندر.

## وصلات خارجية
- مولر، كارل أوتفريد تاريخ وآثار السلالة الدوريون. (باللغة الإنجليزية)